# Norrisrevet
Norrisrevet eller Norris Reef är ett rev som ligger utanför Bouvetöns västra kust, 0,9 km sydväst om Kap Circoncision. Det kartlades först 1898 av en tysk expedition under ledning av Carl Chun. Den norske kaptenen Harald Horntvedt (1879–1946) kartlade på nytt revet i december 1927 under Norvegia-expeditionerna. Det namngavs efter kapten George Norris, en brittisk sälfångare som med skeppen Sprightly och Lively besökte Bouvetön 1825.